# No me ames
«No me ames» es el segundo sencillo del álbum de debut de Jennifer Lopez, On the 6. El sencillo, un dueto con Marc Anthony, fue lanzado en 1999 solo en los mercados latinos para promocionar la carrera de López en Hispanoamérica.La canción habla de una relación complicada entre dos amantes.

También está incluido en el álbum de grandes éxitos de Anthony, Desde un principio: From the Beginning

## La canción
La canción es realmente una versión de una balada italiana de 1992 llamada "Non Amarmi", escrita por Giancarlo Bigazzi, Marco Falagiani y Aleandro Baldi. Llegó a ser muy popular en Italia a pesar de la poca popularidad de sus dos intérpretes, Aleandro Baldi y Francesca Alotta. "Non Amarmi" ganaron en 1992 el Festival de San Remo en la categoría de debutantes.
Ignacio Ballesteros escribió la letra en español. Aunque Lopez y Anthony fueron un matrimonio, entonces eran solo amigos y no tenían intenciones románticas cuando grabaron la canción. Se conocieron cuando Lopez estaba grabando On the 6 y Anthony estaba en una sala contigua. Anthony la vio y le pidió que participara en el video de No me conoces. Como todavía no era una artista consolidada y en ese tiempo necesitaba credibilidad para con el público latino, accedió a participar solo si Anthony cantaba una canción con ella. Tras pensárselo, Anthony accedió.
La canción fue posteriormente versionada por el trío de pop brasileño KLB, con el título "Não me ames", para su álbum titulado KLB.

## Canciones
- Sencillo promocional

1. «No me ames» (con Marc Anthony)
2. «No me ames» (Tropical Remix) [salsa] (con Marc Anthony)

## Listas de éxitos
| Listas de 1999                        | Máxima posición |
| ------------------------------------- | --------------- |
| U.S. Billboard Hot Latin Tracks       | 1               |
| U.S. Billboard Latin Pop Airplay      | 2               |
| U.S. Billboard Latin Tropical Airplay | 1               |

## Premios
- 2000 Billboard Latin Music Awards: "Tropical/Salsa Track of the Year", "Hot Latin Track of the Year", y "Hot Latin Track of the Year by a Vocal Duo".

## Nominaciones
- 2000 Latin Grammy Awards: "Best Pop Performance by a Duo or Group with Vocal" y "Best Music Video"